# 史湘雲

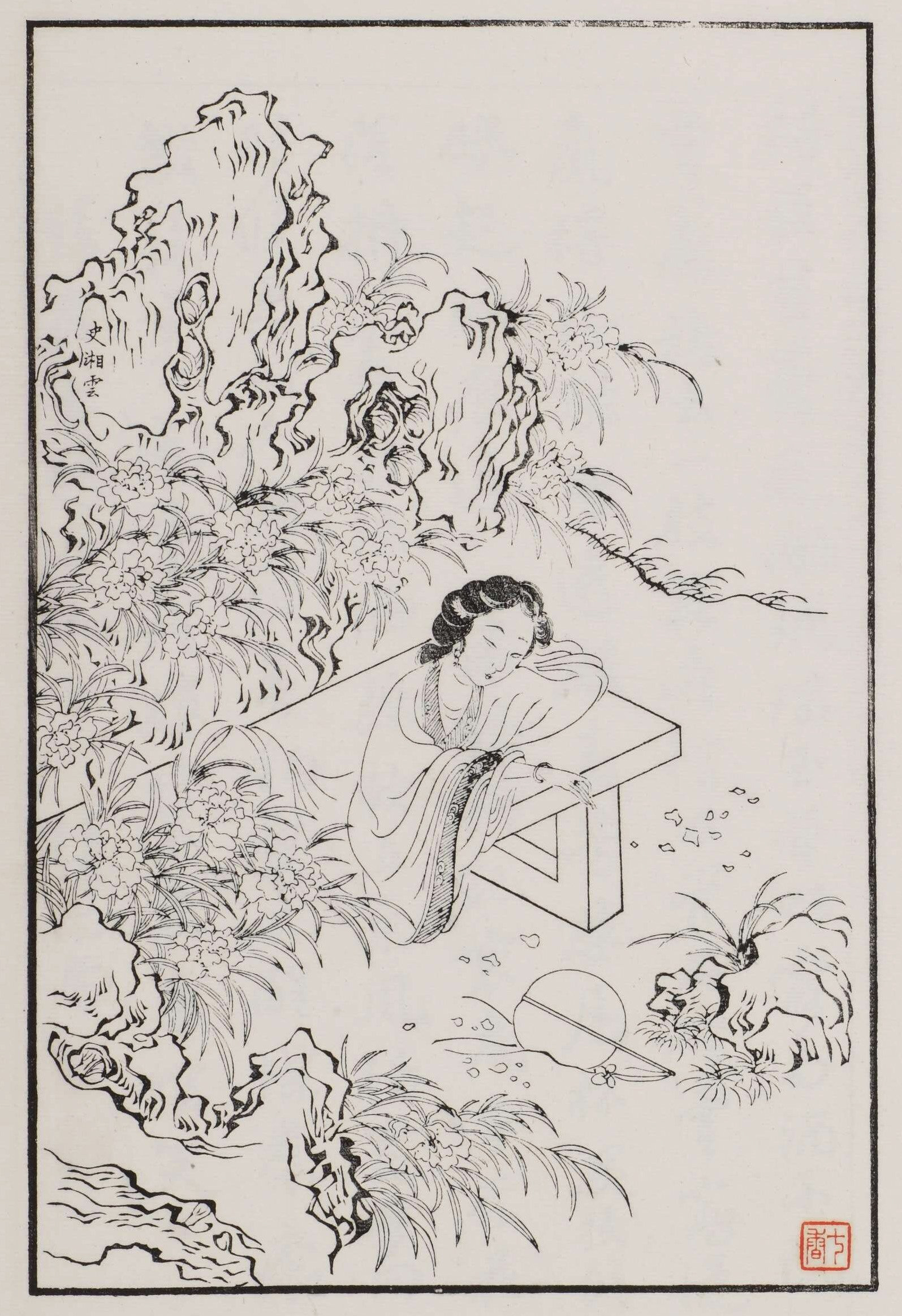
湘雲醉眠（清．改琦）

史湘雲是《紅樓夢》中的主要人物，首次出场于第二十回，是金陵十二钗之一。她出身金陵四大家族之一的史家，是賈母（史太君）的姪孫女，其祖父為賈母的兄弟。在海棠詩社別號枕霞舊友，花籤海棠。其身型蜂腰猿臂、鶴勢螂形，容態十分秀麗，性格爽朗率真，詩思亦敏銳超逸，深得賈母喜愛。因父母在其襁褓中就已經亡故，賈母曾將湘雲接至賈府教養，她也常至賈府小住。
原著第62回《憨湘雲醉眠芍藥裀》，描写湘云在宝玉生日宴上酒醉卧睡于芍药花丛石板凳之上。其章節足與「黛玉葬花」、「寶釵撲蝶」並列紅樓夢最唯美情節，也成為後世繪畫的題材———包括兩岸四地發行之紅樓夢郵票，都以此為題。

## 簡介
湘云个性质朴纯真，性格豪爽，也以话多活潑而著称于大观园，因咬舌“二、爱”不分，称賈宝玉为“爱哥哥”，被林黛玉挖苦嘲笑。另有一回“脂粉香娃割腥啖膻”专门描写史湘云本真、坦荡之天性，湘云说自己是“是真名士自风流”，批黛玉是“假清高”。湘云颇有诗才，见“凹晶馆联诗悲寂寞”章回，其诗才丝毫不让黛、钗二人。薛宝钗称之为话口袋子、诗疯子。此外，寶釵、寶玉有金玉，湘雲、寶玉也各有一隻金麒麟。
袭人原来服侍的是史湘云，後來賈母見她服侍湘雲很穩妥，又將她派去服侍宝玉。说明湘云小时经常住在贾母处，是宝玉青梅竹马的朋友。後來湘云称呼袭人為姐姐。

## 结局
高鹗续书与曹雪芹原意相去甚远。後四十回以草率、非常短促而簡略的文字，了結全書要角史湘雲和無名丈夫的終身大事，只有丈夫病亡而湘雲立志守寡，並未解釋兩鬢成霜、金麒麟與白首雙星的矛盾。然而關於史湘雲的結局，在書中有幾處可以探討：
一、湘雲的判詞中有「展眼吊斜暉，湘江水逝楚雲飛」，在其「樂中悲」的曲文則為「好一似、霽月光風耀玉堂。廝配得才貌仙郎，博得個地久天長，準折得幼年時坎坷形狀。終久是雲散高唐，水涸湘江。這是塵寰中消長數應當，何必枉悲傷！」從大量分離的典故，可見得湘雲和丈夫的結局是分離的。
二、甲戌本在第一回「說什麼脂正濃，粉正香，如何兩鬢又成霜」側批中提到此為『寶釵、湘雲一干人』。可见無論薛寶釵與史湘雲，皆非短命早死之人。
三、湘雲和衛若蘭結為夫妻。憑藉三十一回脂評解釋寶玉身上的麒麟是：『……後數十回若蘭在射圃所佩之麒麟，正此麒麟也……』（因為衛若蘭拿到了寶玉的金麒麟）。
這便出現了矛盾和頗令人猜測的懸案。兩鬢成霜，並根據判詞和曲子暗示，指得是寶釵與湘雲婚姻上的不幸，以及孤獨終老。
但《因麒麟伏白首雙星》明顯的是說身有小金麒麟的湘雲，和另一個拿到大金麒麟的人（賈寶玉或衛若蘭）會相愛至白首。
因此延伸出三種說法：
一為普遍接受之推測，《白首雙星》的意思是如同牛郎星和織女星。兩人到了白首，或說鬢髮如霜之時，都如牽牛織女一般，湘雲和其丈夫即便相愛，相見的日子一輩子皆遙望無期。
一則是史湘雲首寡後終於寶玉續緣。根據周汝昌的意见：史湘云在衛若蘭死後，与淪落之贾宝玉婚配終身，伏了《因麒麟伏白首雙星》之筆，因兩人各有麒麟，所以白頭。後來，1977年在杭州圖書館發現了道光年間陳其泰評批的程乙本《紅樓夢》，在第三十一回，陳其泰寫着乾隆年間曾經有一個《紅樓夢》一百回鈔本，跟諸本不同，說薛寶釵與寶玉成婚不久即死，而湘雲嫁夫早寡，寶玉娶湘雲為繼室，「其時賈氏中落，蕭索萬狀，寶玉湘雲有除夕唱和詩一百韻，俯仰盛衰，流連今昔。其詩極佳 ... 惜余方在稚齒，不能記憶也。」 張愛玲在〈五詳紅樓夢——舊時真本〉一文終於認同早本《紅樓夢》是史湘雲跟賈寶玉沒有抄家之禍，但家道中落、潦倒落泊之後白頭終老，她判斷曹雪芹最初稿中，湘雲是很早在登場，自小與賈母同住，跟寶玉是青梅竹馬；到了後來曹雪芹改稿，湘雲幼年的劇情被刪；而襲人與湘雲小時候許諾長大後同嫁一人，一語成讖，卻是二人一先一後跟寶玉在一起，襲人另加他人後湘雲才成為寶玉繼室，二姝始終沒能同處。初稿在加入「風月寶鑑」的修訂之後，將結局改寫為寶玉出家，湘雲早寡守節，二人沒有在一起。
再是依據劉心武說法，白頭所指為寶黛二人因生活困頓，少年白頭，並非白頭偕老，最終湘雲病逝，而賈寶玉就此頓悟出家。

## 判詞
(出自第五回)
富貴又何為，襁褓之間父母違；展眼吊斜暉，湘江水逝楚雲飛。
在红楼梦第63回掣花籤，史湘云抽到的是一枝海棠花，题着“香梦沉酣”四字，下面的诗句是“只恐夜深花睡去”。

## 曲文
「樂中悲」（紅樓夢12曲中第六曲，出自第五回 開生面夢演紅樓夢　立新場情傳幻境情）
襁褓中，父母嘆雙亡。縱居那綺羅叢，誰知嬌養？幸生來，英雄闊大寬宏量，從未將兒女私情略縈心上。好一似，霽月光風耀玉堂。廝配得才貌仙郎，博得個地久天長，準折得幼年時坎坷形狀。終久是雲散高唐，水涸湘江。這是塵寰中消長數應當，何必枉悲傷？

## 丫鬟
翠缕、葵官。

## 備註與參考
- 据周汝昌考证脂砚斋可能就是史湘云的人物素材原型。

1. ↑  （清）陳其泰評、劉操南輯：《桐花鳳閣評《紅樓夢》輯錄》(天津人民出版社，1981年)，頁125。
2. ↑  張愛玲：《紅樓夢魘》(台北：皇冠，2001年)，頁303—367。
3. ↑  張愛玲：《紅樓夢魘》，頁279—283、301。
4. ↑  張愛玲：《紅樓夢魘》，頁279—281。張愛玲指出，脂批在第二十一回湘雲初登場，「湘雲仍往黛玉房中安歇」句下批註：『前文黛玉未來時，湘雲寶玉則隨賈母。今湘雲已去，黛玉既來，年歲漸成，寶玉各自有房，黛玉亦各有房，故湘雲自應同黛玉一處也。』顯然脂批見到的早本，寫賈家不是從黛玉開始，還有〈前文〉是寫湘雲寶玉小時候跟賈母同住一房。這今已不存的〈前文〉實是呼應第十九回襲人自述：「自我從小兒來了，跟着老太太，先服侍了史大姑娘幾年。」早本大概湘雲文字的比重較多，才有第三十一回襲人說的跟湘雲「西邊暖閣夜話」一事。
5. ↑  張愛玲：《紅樓夢魘》，頁334。三十二回襲人提起「西邊暖閣夜話」，小時候跟湘雲許願，二人同嫁一人，可以永遠在一起。襲人暗笑湘雲不守信諾，私下定親另嫁他人。
6. ↑  張愛玲：《紅樓夢魘》，頁361—363。